# Peter Beutler

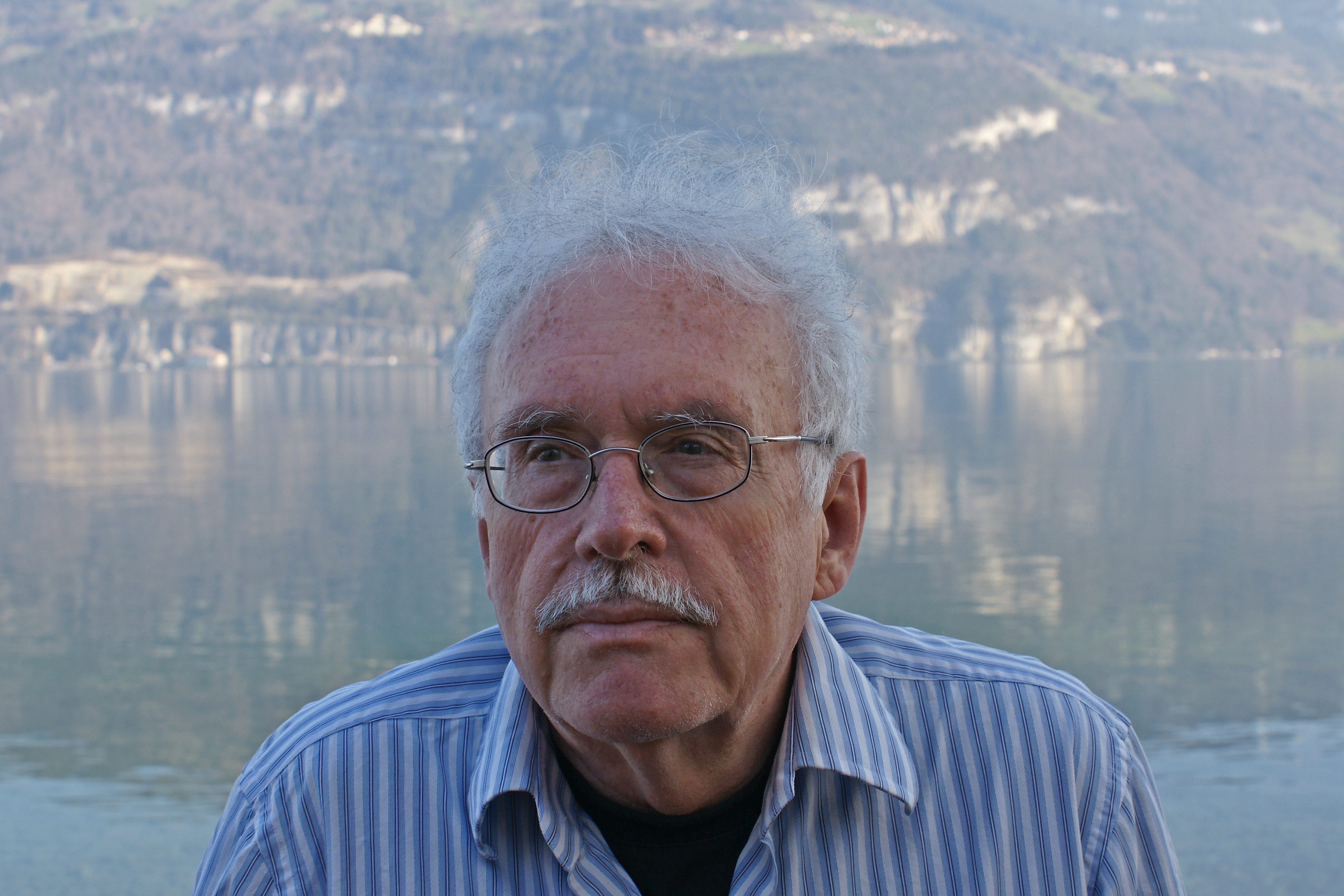
Peter Beutler (2011)

Peter Beutler (* 12. September 1942 in Zwieselberg BE) ist ein Schweizer Gymnasiallehrer und Schriftsteller, bekannt für seine Kriminalromane.

## Leben
Beutler wuchs als Sohn eines Fabrikarbeiters und Kleinbauern in der Berner Oberländer Gemeinde Zwieselberg auf. Nach einer Berufslehre bereitete er sich auf die Maturaprüfung vor, die er 1966 bestand. Als Werkstudent liess er sich an der Universität Bern zum Chemiker ausbilden. Nach der Promotion arbeitete er als Postdoktorand an verschiedenen Universitäten und in einem Luzerner Industriebetrieb. 1979 bis 2007 unterrichtete er am kantonalen Lehrerseminar in Luzern (seit 2002 auch pädagogische Hochschule). 1972 heiratete Beutler die Biologin Maja Vatter; er ist Vater von zwei Töchtern.
Seit 2007 lebt Beutler mit seiner Frau in Beatenberg im Berner Oberland.

## Politik
1962 trat Beutler in die Sozialdemokratische Partei der Schweiz (SP) ein, der er heute noch angehört. Von 1984 bis 2003 war er Präsident der SP-Sektion Meggen. Von 1994 bis 2007 vertrat er Meggen im Luzerner Kantonsparlament. Schweizweit Bekanntheit erlangte Beutler mit seinem Engagement gegen Fremdenfeindlichkeit, Rassismus, Polizeiwillkür und Steuerungerechtigkeit. Einen grossen Erfolg durfte er im Kampf gegen das als rassistisch kritisierte Einbürgerungsverfahren in der 30'000 Einwohner zählenden Zentralschweizer Gemeinde Emmen feiern. 2003 entschied sich das Bundesgericht gegen Einbürgerungsentscheide an der Urne, am 1. Juni 2008 verwarf die Schweizer Bevölkerung eine Initiative der Schweizerischen Volkspartei (SVP), die Einbürgerungen über Urnenentscheide wieder einführen wollte, mit einer Zweidrittelmehrheit.
Beutler wird auch ein entscheidender Anteil am Bundesgerichtsurteil vom 1. Juni 2007 gegen das Obwaldner Steuergesetz zugeschrieben. Mit dem Waadtländer PdA-Nationalrat Josef Zisyadis zusammen fand er drei Obwaldner Stimmbürger, die gegen die in der kantonalen Volksabstimmung gutgeheissene Steuerdegression (Superreiche erhalten danach prozentual niedrigere Steuersätze) einreichten. In der ganzen Schweiz für Empörung sorgte die Luzerner Polizeisondereinheit Luchs, die im Juni 2005 zwei Unschuldige mit Migrationshintergrund krankenhausreif prügelte. Ein parlamentarischer Vorstoss Beutlers brachte an den Tag, dass das Polizeivideo, das die Festnahme aufgezeichnet hatte, nachträglich teilweise überspielt wurde.
Von Januar 2015 bis Dezember 2018 sass Beutler im Gemeinderat von Beatenberg, wo er die Ressorts Wirtschaft, Tourismus und Kultur leitete.

## Schreiben
Ab 1980 veröffentlichte Beutler zahlreiche politische Beiträge in Zeitungen. 2010 erschien dann sein erster Kriminalroman Die Tote vom Zwieselberg. Im Emons Verlag erschienen 2012 der Neonazikrimi Weissenau, 2013 der Polizeikrimi Hohle Gasse, 2013 der historische Krimi Kanderschlucht über ein dunkles Kapitel des Kalten Kriegs in der Schweiz der 1950er Jahre, 2014 der Schweizer Bankenkrimi Morgarten über eine nach Wiesbaden gelangte CD mit Kundendaten, 2014 Kristallhöhle, ein an zwei reale Kapitalverbrechen in der Kristallhöhle Kobelwald, im St. Galler Rheintal angelehnter Thriller, 2015 Berner Münstersturz, die tragische Geschichte des 1977 wegen Landesverrats verurteilten Brigadiers Jean-Louis Jeanmaire, und 2016 Kehrsatz über den nach wie vor umstrittenen Kehrsatzer Mordfall von 1985.
2017 folgte Hauptwache Urania, die tragische Geschichte von Wachtmeister Kurt Meier («Meier 19»), der Ende der 1960er Jahre den grössten Justiz- und Polizeiskandal, der die Stadt Zürich jemals heimgesucht hatte, an die Öffentlichkeit brachte. Kurt Meier musste seine Whistleblower-Tätigkeit bitter büssen. Er verlor dabei alles: die berufliche Existenz und die Familie. 1998 wurde Meier für seine ungerechtfertigte Entlassung finanziell entschädigt; der Zürcher Stadtrat zahlte ihm 50'000 Franken. 2018 erschien der Krimi Der Lucens-Gau, der die heute vergessene Kernschmelze vom Januar 1969 in einer Felskaverne, unweit des Städtchens Lucens im Waadtland, thematisiert. Damals beabsichtigten Offiziere der Schweizer Armee, Atombomben zu bauen. Der Reaktor, hundert Meter tief im Berg, wurde nach der Katastrophe mit Beton zugemauert. Seitdem besitzt die Schweiz ein unfreiwilliges Endlager von stark radioaktivem Abfall.
2019 erschien Der Bunker von Gstaad. Es ist eine fiktive Geschichte der Geheimarmee P-26, die im Frühjahr 1990 mit der Enttarnung endete. Kein einziges Regierungsmitglied soll von der P-26 Kenntnis gehabt haben. Die P-26 wurde aus geheimen Kassen des damaligen Eidgenössischen Militärdepartements (EMD) finanziert. Heute heisst das Verteidigungsministerium der Schweiz Departement für Verteidigung, Bevölkerungsschutz und Sport (VBS). Eine Parlamentarische Untersuchungskommission (PUK), die dritte in der Geschichte des seit 1848 bestehenden Bundesstaates, nahm sich dieser Geheimorganisation an. Im Schlussbericht, der im Dezember 1990 erschien, wurde gefordert, die P-26 aufzulösen. Die beiden Kammern des Parlamentes nahmen diesen Bericht an.
2021 erschien Langnauer Gift, ein brisanter Gesellschaftskrimi, der auf einer wahren historischen Begebenheit beruht. Er rollt einen möglichen Giftmord von 1925 in einem Langnauer Arzthaus auf, der als Fall Riedel-Guala über die Landesgrenzen hinaus Beachtung fand. Die Gattin des Arztes verstarb an einer Arsenvergiftung. Der Arzt wurde in einem aufsehenerregenden Schwurgerichtsprozess zusammen mit seiner Geliebten zu einer lebenslangen Zuchthausstrafe verurteilt. Nach einem Revisionsprozess 1931 kamen beide wieder frei. 2021 erschien Die Geldwäscher. Es handelt sich um einen fiktiven Kriminalroman über die Geldwäscherpraktiken einer der grössten Schweizer Privatbanken. Darin ist auch die Lebensgeschichte eines bekannten Whistleblowers der Schweizer Bankenwelt enthalten. 2022 erschien Der Bundesbrief. In diesem Roman wird die Schweizer Geschichtsschreibung in Frage gestellt. Das begann bereits am 1. August 1291. Das Rütli war nach Beutler nicht der Gründungsort der Alten Eidgenossenschaft, es war eine Richtstätte, wo Todesurteile vollzogen wurden.

## Werke
- Die Tote vom Zwieselberg. Re Di Roma, Remscheid 2010, ISBN 978-3-86870-214-9.
- Weissenau. Emons, Köln 2012, ISBN 978-3-89705-971-9.
- Hohle Gasse. Emons, Köln 2013, ISBN 978-3-95451-058-0.
- Kanderschlucht. Emons, Köln 2013, ISBN 978-3-95451-136-5.
- Morgarten. Emons, Köln 2014, ISBN 978-3-95451-246-1.
- Kristallhöhle. Emons, Köln 2014, ISBN 978-3-95451-389-5.
- Berner Münstersturz. Emons, Köln 2015, ISBN 978-3-95451-711-4.
- Kehrsatz. Emons, Köln 2016, ISBN 978-3-95451-967-5.
- Hauptwache Urania. Emons, Köln 2017, ISBN 978-3-7408-0164-9.
- Der Lucens-Gau. Emons, Köln 2018, ISBN 978-3-7408-0432-9.
- Der Bunker von Gstaad. Emons, Köln 2019, ISBN 978-3-7408-0608-8.
- Langnauer Gift. Emons, Köln 2021, ISBN 978-3-7408-0950-8.
- Die Geldwäscher. Emons, Köln 2021, ISBN 978-3-7408-1316-1.
- Der Bundesbrief. Emons, Köln 2022, ISBN 978-3-7408-1616-2.
- Der Blausee-Skandal. Emons, Köln 2023, ISBN 978-3-7408-1948-4.
- Trachselwald. Emons, Köln 2024, ISBN 978-3-7408-2316-0.